# Austrocordulia territoria
Austrocordulia territoria is een libellensoort uit de familie van de glanslibellen (Corduliidae), onderorde echte libellen (Anisoptera).
De wetenschappelijke naam van de soort is voor het eerst geldig gepubliceerd in 1978 door Theischinger & Watson.